# Sachzwang
Als Sachzwang bezeichnet man einen Umstand bzw. eine Restriktion, der/die – tatsächlich oder vermeintlich nicht veränderbar – ein Entscheidungsfeld beschränkt.
Ein vermeintlicher Sachzwang dient manchmal als Begründung, warum politische Entscheidungsträger gegen ihre (tatsächliche oder vermeintliche) Überzeugung gehandelt haben („Ich würde ja gerne, aber ein Sachzwang steht dem entgegen.“).
In diesem Sinne beschrieb Horst Rittel 1976 im Deutschlandfunk den Sachzwang als verkürzten Syllogismus mit Enthymem.
Die deontische Prämisse zum deontischen Schluss wird nicht genannt. So entsteht der Eindruck, aus einem Faktum folge ein Handlungszwang: „Es regnet, also muss ich den Schirm mitnehmen.“
Eine klassische Diskussion des Sachzwangs aus soziologischer Sicht war 1961 Helmut Schelskys Vortrag Der Mensch in der wissenschaftlichen Zivilisation.
Ein Sachzwang ist psychologisch gesehen die Tendenz zur Einschränkung der Handlungsmöglichkeiten, die ein Individuum in einer bestimmten Situation hat oder zu haben glaubt. Sachzwänge können sich aus materiellen Situationsdetails entwickeln (z. B. extreme Temperatur) oder sozial bedingt sein (z. B. Leistungsdruck); sie stellen (in der Regel) eine Einschränkung der individuellen Freiheit dar. Der Anteil der individuell verantworteten Handlungsvarianten wird durch Sachzwänge zugunsten des Einflusses der Situationsbedingungen vermindert. Psychologisch gesehen ist das Individuum von außen zu einer bestimmten Handlungsfolge gedrängt, ohne es selbst wirklich zu wollen.

## Sachzwänge in der Rhetorik
In der Rhetorik werden unbestimmte „Sachzwänge“ oft als Red Herring eingesetzt.